# Floating (Währungskurse)
Floating (deutsch „Schweben“, „Schwimmen“, „Treiben“) ist im Bankwesen der Anglizismus für ein Wechselkurssystem flexibler Wechselkurse, bei denen die Preisbildung auf dem Devisenmarkt dem unbeeinflussten Devisenangebot und der unbeeinflussten Devisennachfrage überlassen wird. Das Floating ist also ein marktwirtschaftskonformes Währungsregime. Pendant ist das Wechselkurssystem fester Wechselkurse.

## Vorgeschichte
Das Abkommen von Bretton Woods sah seit dem 22. Juli 1944 das gegenteilige System fester Wechselkurse vor, das bis Anfang der 1970er Jahre in den Industriestaaten für relative Stabilität sorgen konnte. Kern des Systems war die Festlegung von Bandbreiten, zwischen denen die Wechselkurse schwanken durften. Diese Bandbreiten bestanden aus einem oberen und einem unteren Interventionspunkt. Wurde einer der beiden durch den aktuellen Wechselkurs erreicht, war die Zentralbank des betroffenen Staates verpflichtet, in den Devisenmarkt durch Devisenmarktintervention einzugreifen. Befand sich beispielsweise in Deutschland der US-Dollar am unteren Interventionspunkt, musste die Deutsche Bundesbank US-Dollar gegen Bezahlung von DM kaufen und umgekehrt. Durch die Käufe wurde der Dollar-Kurs gestärkt und die Währungsreserven in der Devisenbilanz erhöht, so dass durch die Intervention ein Absinken des Kurses unter den unteren Interventionspunkt verhindert werden konnte. Das hatte jedoch zur Folge, dass durch die Käufe der Bundesbank diese den Banken DM als Gegenleistung im Wege der Geldschöpfung zur Verfügung stellen musste, die zur Liquidisierung der Geldmärkte führte. Dieser unerwünschte inflationäre Effekt wurde durch Gegenmaßnahmen der Bundesbank, etwa Erhöhung der Mindestreserven, wieder kompensiert („Feinsteuerung“). Andere Zentralbanken folgten diesem Beispiel.

## Arten
Es gibt verschiedene Unterarten der frei schwankenden Wechselkurse. Je nachdem, welches Währungsregime ein Staat oder mehrere Staaten verfolgen, spricht man vom Blockfloating, kontrolliertem Floating oder managed Floating.

### Blockfloating
Die heterogene wirtschaftliche Entwicklung der westlichen Industriestaaten machte ein Festhalten an diesem System fester Wechselkurse unmöglich, denn die Zentralbanken mussten immer häufiger intervenieren. Exportstarke Nationen wie Deutschland waren tendenziell aufwertungsverdächtig, Länder mit einer negativen Handelsbilanz wie die USA potenziell abwertungsgefährdet. Die festen Wechselkurse wurden erstmals am 30. September 1969 gelockert, am 17./18. Dezember 1971 wurde im Rahmen des Smithsonian Agreement eine Absprache über die Neuordnung der Wechselkurse durch so genannte Leitkurse getroffen. Es handelte sich um die Erhöhung der Bandbreiten von ± 1 % auf ± 2,25 %.
Die Europäische Wirtschaftsgemeinschaft verringerte für ihren Bereich am 24. April 1972 diese Bandbreiten auf ± 1,125 %. Am 19. März 1973 begann die EWG mit dem gemeinsamen „Block-Floating“ gegenüber dem US-Dollar, wodurch die bisher geltenden festen Wechselkurse zugunsten frei schwankender Wechselkurse abgelöst wurden. Innerhalb der EWG-Währungen verblieb es bei festen Wechselkursen (Bandbreite von ± 1,125 %; „Währungsschlange“). Dieser Block von Währungen hatte nur gegenüber dem US-Dollar keine festen Bandbreiten mehr. Die „Währungsschlange“ litt jedoch latent unter einer instabilen Zusammensetzung des Blocks von Währungen. Das Block-Floating wurde am 13. März 1979 in das Europäische Währungssystem überführt.

### Kontrolliertes Floating
Beim kontrollierten Floating beeinflusst die Zentralbank Wechselkursbewegungen durch aktive Interventionen am Devisenmarkt, ohne jedoch im Voraus eine Bandbreite für den Wechselkurs festzulegen und anzukündigen oder sich zur Einhaltung einer solchen Bandbreite zu verpflichten. Es gibt mithin weder explizite noch implizite Verhaltensmerkmale einer Zentralbank, die ihre Intervention signalisieren würden. Vielmehr erfolgt ihr Eingreifen, wenn sie ökonomische und/oder psychologische Gründe hierfür sieht. Interventionen sind hier alleine auf eine Dämpfung (allzu großer) Wechselkursschwankungen gerichtet.

### Managed Floating
Das sogenannte Managed Floating (oder Dirty Floating; schmutziges Floating) ist ein Wechselkursregime, bei dem der Wechselkurs grundsätzlich frei schwankt, die Zentralbank aber hin und wieder interveniert, um ihr Wechselkursziel zu erreichen. Anders als bei festen Wechselkursen verpflichtet sich die Notenbank nicht, einen bestimmten Kurs stabil zu halten, kann also flexibler reagieren. Nach der Asienkrise haben viele der betroffenen Länder von festen (an den US-Dollar gebundenen) Währungen auf Managed Floating umgestellt. Die Europäische Zentralbank verfolgt im Grundsatz auch das Prinzip des Managed Floating, veröffentlicht aber kein Wechselkursziel. Ende 2008 intervenierte sie am Dollarmarkt, um den starken Kursanstieg des Euro zu dämpfen. Der Euro unterliegt demnach einer Strategie des Managed Floating oder auch des freien Floating.

## Interventionen
Unter Devisenmarktinterventionen wird im Währungssektor das aktive Eingreifen der Zentralbanken in den Devisenmarkt als Käufer oder Verkäufer verstanden, um hierdurch einen bestimmten Devisenkurs zu beeinflussen. In einem System fester Wechselkurse erfolgen diese Eingriffe pflichtgemäß und haben zum Ziel, mindestens die festgelegten Interventionspunkte oberhalb oder unterhalb eines Mittelkurses zu erreichen. Langfristig schwanken dadurch die Wechselkurse absehbar innerhalb relativ geringer Bandbreiten.

## Auswirkungen
Feste Währungskurse sind eine sichere Kalkulationsbasis für Exporteure, Importeure und andere Marktteilnehmer auf den Devisenmärkten. Durch „Floating“ der Währungskurse erhöhen sich die Währungsrisiken für die Marktteilnehmer; Aktien-, Geld- und Devisenmärkte werden größeren Kursschwankungen (Volatilitäten) ausgesetzt. Erst das freie Schwanken der Wechselkurse hat Kreditinstitute dazu bewogen, insbesondere im Eigenhandel Gewinnchancen zu suchen. Ohne „Floating“ wären möglicherweise Bankenpleiten wie die der Herstatt-Bank nicht vorgekommen. Die internationale Spekulation hat zur Verstärkung der Kursvolatilitäten beigetragen. Beim Floating kann davon ausgegangen werden, dass Währungsreserven weder aus Interventionen entstanden sind noch dafür verwendet werden. Marktteilnehmer können sich vor Kursrisiken beim Floating durch Sicherungsgeschäfte wie etwa Devisentermingeschäfte schützen.